# Ptiolina obsoleta
Ptiolina obsoleta är en tvåvingeart som beskrevs av Emery Clarence Leonard 1931. Ptiolina obsoleta ingår i släktet Ptiolina och familjen snäppflugor.
Artens utbredningsområde är Michigan. Inga underarter finns listade i Catalogue of Life.